# (91007) Ianfleming
(91007) Ianfleming – planetoida z pasa głównego asteroid okrążająca Słońce w ciągu 3 lat i 215 dni w średniej odległości 2,35 j.a. Została odkryta 30 stycznia 1998 roku w Kleť Observatory w pobliżu Czeskich Budziejowic przez Janę Tichą i Miloša Tichego. Nazwa planetoidy pochodzi od Iana Fleminga (1908-1964), brytyjskiego pisarza i dziennikarza, autora serii książek o agencie Jamesie Bondzie („007"). Przed nadaniem nazwy planetoida nosiła oznaczenie tymczasowe (91007) 1998 BL30.